# Kiebitz (Falkenberg/Elster)

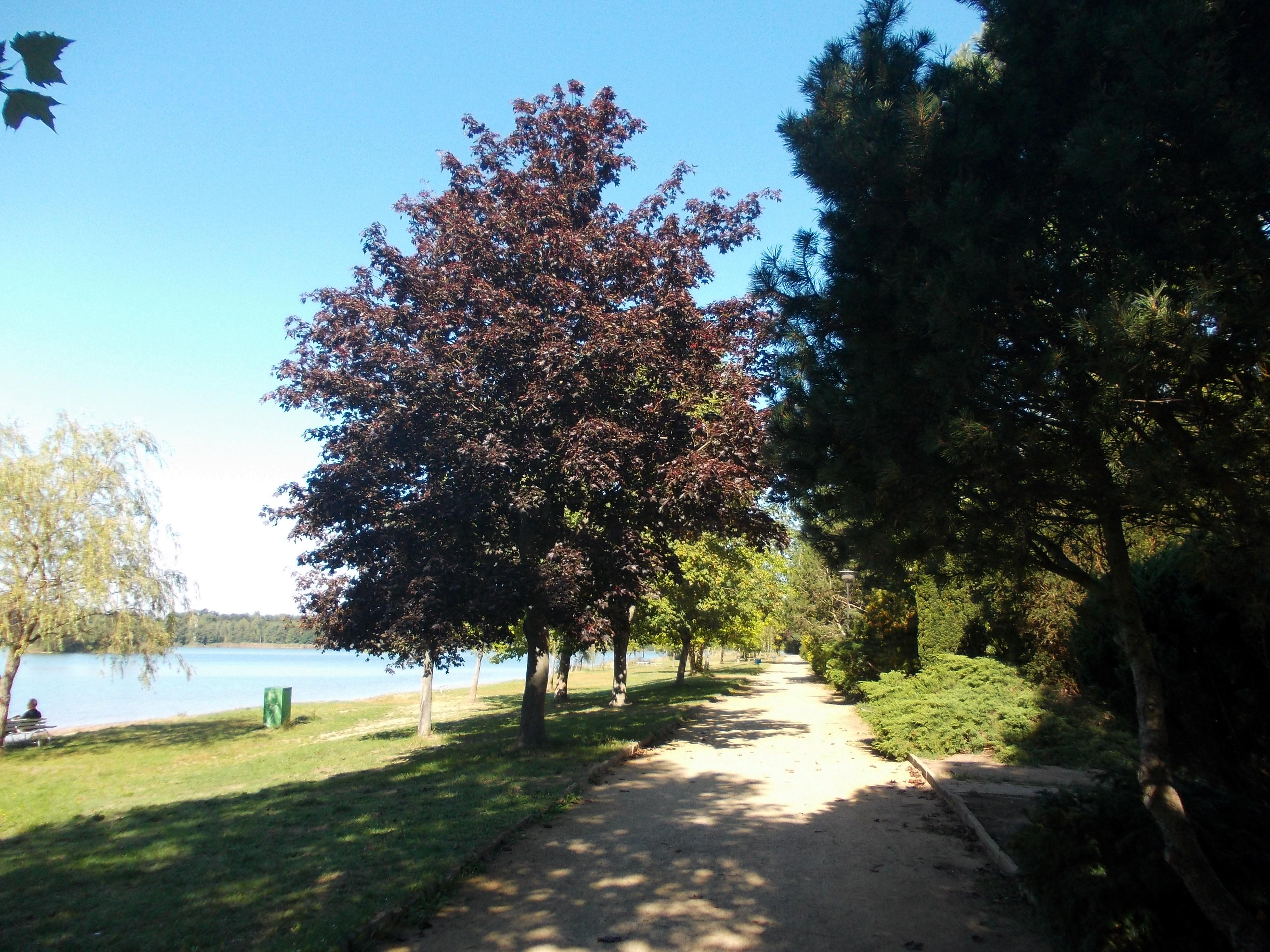
Die Promenade am Kiebitzer See

Kiebitz ist ein Ortsteil der Stadt Falkenberg/Elster.

## Lage
Kiebitz liegt etwa 3 km nordöstlich des Stadtkerns von Falkenberg/Elster am Kiebitzer See. Der Sackgassenort ist nur über zwei kleine Nebenstraßen der L60 (Kiebitzer Weg) und L67 (Hörsteweg) zu erreichen.

## Geschichte

### Ersterwähnung und Namensdeutung

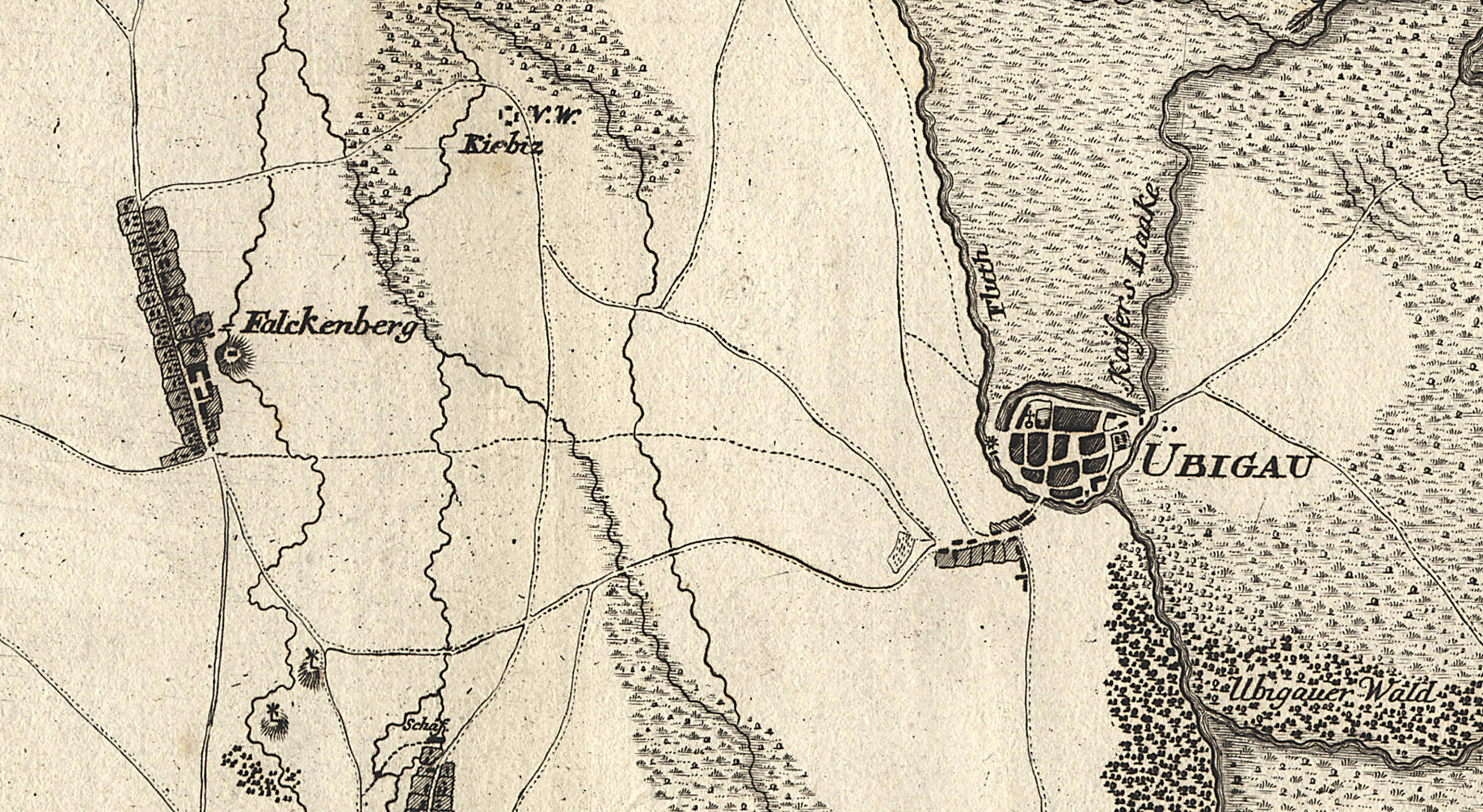
Das Vorwerk Kiebitz in einer Cabinetskarte um 1762 von Isaak Jacob von Petri

Der Ort wurde 1251 erstmals als Kywiz urkundlich erwähnt. Weitere Schreibweisen des Ortsnamens waren 1384 und 1391 Kywicz, um 1535 Kiebitz, 1545 Kybitz, 1547 Kywitz, 1589 Kiwitz, 1598 Cibiz, 1618 Kiebitz, Kiebitzsch, 1672 Kübitz, 1752 Kiebitz (ein Vorwerk), 1791 Kiebitz ein Forwerg (zum Rittergut Falkenberg). Der Ortsname leitet sich vermutlich aus dem altsorbischen Kyjovici (Leute des Kyj) ab. Kij bedeutet so viel wie Stock, Stab oder Knüttel. Möglich ist auch eine Ableitung von Kyjov(e)c (Stöckicht). Seit dem 16. Jahrhundert wurden die Schreibformen an den Vogelnamen Kiebitz anpasst.

### Ortsgeschichte

Kiebitz auf einer geschichtlichen Karte des Kreises Liebenwerda (1910).

Das Dorf Kiebitz gehörte ursprünglich den Herren von Ileburg und hatte 10 Hufen. Im Jahr 1529 waren im Ort noch acht Hüfner ansässig. Es ist im Dreißigjährigen Krieg eingegangen und bestand dann als Vorwerk des Falkenberger Rittergutes (unterer Hof) fort.
Angeblich endete die Schlacht bei Mühlberg am 24. April 1547 auf einem Flurstück des Vorwerks Kiebitz, indem hier Kurfürst Johann Friedrich von Sachsen von spanischen und ungarischen Husaren sowie neapolitanischen schweren Reitern umstellt wurde. Der Kurfürst wehrte sich und wurde schließlich durch einen Säbelhieb des ungarischen Husaren Josef Luka „über die linke Wange vom Auge bis zum Mund“ verletzt. Der Kurfürst rief „Nur einem deutschen Ritter würde er sich ergeben“, worauf ihn Thilo v. Trotha ansprach. Darauf ergab sich Friedrich mit den Worten „Ich bin Trothens Gefangener“ und übergab Schwert und Ring.
Der Herzberger Bürgermeister Huth kaufte 1684 zwei wüste Bauernhöfe in Kiebitz.
1922 begann man westlich des Ortes mit dem Abbau von Kies. Der so entstandene Kiebitzer See wurde 1966 zum Naherholungszentrum „Kiebitz“ ausgebaut. Durch die günstige Lage am See wuchs das Vorwerk langsam zum eigenständigen Ortsteil heran.

### Verwaltungszugehörigkeit
Kiebitz gehörte bis 1806 zum kurfürstlichen, dann zum königlich sächsischen Amt Liebenwerda, und wurde 1816 Teil des Landkreises Liebenwerda. Ab 1952 gehörte der Ort zum Kreis Herzberg, welcher dann 1993 im Landkreis Elbe-Elster aufging.